# T (novella)
A T (angolul: T) Brian Aldiss novellája. A Nebula Science Fiction magazinban jelent meg először 1956 novemberében, majd 1957-ben könyv formájában is megjelent a Space, Time and Nathaniel című gyűjteményes kötetben. Magyarul a Galaktika 60. számában olvasható Damokos Katalin fordításában.

## Történet
|  | Alább a cselekmény részletei következnek! |

Az Ember megállíthatatlanul hódítja meg egyik galaxist a másik után. Sehol nem ütközik ellenállásba, és nem talál másik értelmes fajt. Egészen amíg el nem éri a Koaxot. A Koaxok indították el T-t, hogy semmisítse meg a Földet, a Sol hetedik bolygóját, a múltban. Ez az egyetlen esélyük, hogy legyőzzék az Embert, mielőtt az Ember sztázissal pusztítja el a Koaxot a jelenben.
T sikeresen végre is hajtja a küldetését. Azonban egy apró hiba csúszott a Koaxok számításaiba.
|  | Itt a vége a cselekmény részletezésének! |

## Megjelenések

### angol nyelven
1. T, Nebula Science Fiction, 1956 november[1]
2. Space, Time and Nathaniel, Faber and Faber, 1957[1]

### magyar nyelven
1. T, Galaktika 60, 1985, ford.: Damokos Katalin

## Külső hivatkozások
- Magyar nyelvű megjelenések[halott link]
- Angol nyelvű megjelenések az ISFDB-től